# 平井村 (熊本県)
平井村（ひらいむら）は、熊本県の北部、玉名郡にかつてあった村である。

## 歴史
- 1889年4月1日 - 玉名郡上井手村、平山村、上平山村、本井手村、下井手村が合併し平井村が成立。
- 1942年4月1日 - 玉名郡荒尾町、府本村、有明村、八幡村と合併し、荒尾市となる。

## 学校
- 平井国民学校